# Classmates
Classmates (яп. 同級生, Dōkyūsei) — сьонен-ай манґа, написана й ілюстрована Асуміко Накамурою. Історія розповідає про стосунки двох старшокласників — Ріхіто Саджьо та Хікару Кусакабе, які навчаються в школі для хлопців. Манґа почала публікуватися у журналі Opera у 2006 році. З того часу серія отримала декілька продовжень і спінофів. У 2016 році студія A-1 Pictures випустила аніме-адаптацію першої частини під назвою «Doukyusei: Classmates».

## Сюжет

### Doukyusei (Однокласники)
Основна історія зосереджується на школярах Ріхіто Саджьо та Хікару Кусакабе. Кусакабе не звертав уваги на Саджьо, доки не побачив, як той самостійно тренується співати для шкільного хору. Він пропонує допомогу у підготовці, і хлопці починають проводити багато часу разом. Після несподіваного поцілунку вони починають зустрічатися, поступово зближуючись і проходячи через труднощі, пов'язані з дорослішанням, першим коханням та завершенням школи.

### Sotsu Gyo Sei (Випуск)
Після закінчення школи Саджьо вступає до фармакологічного відділення Кіотського університету, тоді як Кусакабе залишається в Токіо, аби розвивати музичну кар'єру. У матері Ріхіто діагностують рак, через що він вирішує познайомити батьків зі своїм хлопцем. Кусакабе отримує запрошення виступити на фестивалі у Франції, але встигає повернутися на випускний. Попри труднощі стосунків на відстані, хлопці вирішують одружитися в майбутньому.

### Sora to Hara (Сора і Хара)
Спіноф зосереджений на вчителеві Манабу Харі, закоханому у Ріхіто Саджьо. Події розгортаються навколо його знайомства з Аото Сорано. Вони зустрічаються в гей-барі та цілуються, однак Хара відмовляється від подальшого розвитку стосунків через свої почуття до Саджьо. Пізніше з'ясовується, що Сорано — його новий 15-річний учень, який організовує для викладача зустріч із Саджьо. Також у школі з'являється новий викладач хімії — Сатоші Арісака, колишній вчитель Хари, з яким у них були короткочасні стосунки. Аото переконує Хару дбати про себе, однак вони вирішують не починати романтичні стосунки.

### Occupation to Beloved (O.B) (Робота для коханого)
У цьому продовженні Кусакабе приїжджає до Кіото, щоб провести тиждень зі своїм коханим. Вони підтверджують намір одружитися у 20 років. Окрім основної сюжетної лінії, розвиваються історії інших персонажів: Хара-сенсея, Сатоші-сенсея, його дочки та Сорано. Сатоші мириться зі своєю дочкою, яка збирається вийти заміж. Хара та Сора розпочинають стосунки після випуску останнього зі школи.

### Blanc
Саджьо просить зробити паузу у стосунках, аби краще зрозуміти себе. У його матері рецидив раку, і Кусакабе починає доглядати за нею. Після її смерті Ріхіто свариться з батьком, але згодом відновлює стосунки з Хікару. Пара одружується.

### Home (Дім)
Після весілля Саджьо і Кусакабе переїжджають до спільної домівки. Сюжет фокусується на підготовці до спільного життя та побутових моментах молодого подружжя.

### Sajou Rihito no Chichi to Sono Buka (Батько Саджьо Ріхіто та підлеглий)
Остання на даний момент частина серії. Сюжет зосереджено на батькові Ріхіто Саджьо як головному героєві, розкриваючи його особисту драматичну історію.

## Основні персонажі

### Ріхіто Саджьо (佐条 利人, Sajō Rihito)
Старанний і тихий учень з високими академічними досягненнями. Стриманий у вияві почуттів, сором'язливий. Має серйозні проблеми з тривожністю, через що провалює іспити, незважаючи на вражаючі знання. Проте завдяки підтримці Кусакабе йому вдається скласти вступний іспит до Кіотського університету, де від здобуває науковий ступінь у сфері фармакології.

### Хікару Кусакабе (草壁 光, Kusakabe Hikaru)
Енергійний та товариський учень, грає на гітарі у аматорському гурті. Має незалежний характер, незацікавлений у навчанні. Після школи не вступає до університету, натомість вирішує будувати музичну кар'єру. Кусакабе сильно вирізняється серед однолітків як зовнішністю, так і поведінкою. У дорослому віці успішно будує музичну кар'єру.

### Манабу Хара (原マナブ, Hara Manabu)
Викладач музики в школі, де навчаються Саджьо та Кусакабе. Має романтичні почуття до Ріхіто, що стає причиною його напружених стосунків з Кусакабе (той називає викладача セクハラ sekuhara — скорочено від сексуальні домагання). Попри це, Хара підтримує Кусакабе як наставник, допомагаючи йому краще зрозуміти себе, свою сексуальність і стосунки.

### Аото Сорано (青砥空乃, Sorano Aoto)
Новий учень школи, харизматичний і відкритий. Знайомиться з Хара-сенсеєм у гей-барі до того, як стає його учнем. Виявляє зрілість і співчуття, допомагаючи Хара-сенсею подолати емоційну самотність. Після випуску починає з ним романтичні стосунки. Працює моделлю.

### Сатоші Арісака (有坂聡, Arisaka Satoshi)
Колишній учитель Хари, з яким він цілувався у школі, після чого звільнився. Згодом повертається до школи як новий вчитель хімії.

## Медіа

### Манґа
Манґа почала виходити у журналі Opera з 2006 року. Перша частина — Doukyusei — публікувалась із червня 2006 до липня 2007. Далі вийшли:
- Sotsugyousei — Winter (січень — жовтень 2008),
- Sotsugyousei — Spring (січень — серпень 2009),
- Sora and Hara (грудень 2009 — грудень 2011),
- O.B. (квітень 2012 — грудень 2013),
- Blanc (лютий 2018 — вересень 2020). Спіноф Home спочатку виходив на Pixiv Comic (жовтень 2019 — січень 2020), а потім у журналі Opera до березня 2022. Історія Батько Саджьо Ріхіто та підлеглий почалася у вересні 2022 року.

Загалом серія вийшла у дев'яти томах, які публікує Akane Shinsha.

### Аудіодрама
Починаючи з 2008 року, за мотивами манґи Classmates було випущено серію аудіодрам на компакт-дисках. Їх виробництвом займається студія A+, підрозділ компанії Comic House. У цих адаптаціях актори озвучення передають сюжет і атмосферу манґи у форматі радіоп'єс, що стали популярним доповненням до основної серії.

### Аніме
«Doukyusei: Classmates»— аніме-фільм, створений за мотивами першого тому манґи Classmates. Проєкт було анонсовано 14 березня 2015 року, а прем'єра в кінотеатрах Японії відбулася 20 лютого 2016 року.
Фільм створено студією A-1 Pictures. Режисеркою стала Шьоко Накамура. Саундтреки до фільму написав гітарист Котаро Ошіо, а завершальну пісню виконали сам Ошіо разом з Юкі Озакі, вокалістом рок-гурту Galileo Galilei.